# كاليثيرون (كارديتسا)
كاليثيرون (Καλλίθηρον)، وكان اسمها سيكليزا Σέκλιζα قبل عام 1957، هي قرية في بلدية كارذيتسا، الوحدة الإقليمية (محافظة كارذيتسا سابقا) ثيساليا. وفقا لتعداد 2011، بلغ سكانها 928 نسمة. وهي تقع على بعد 10 كم من كارذيتسا.